# 斯塔夫基 (利維夫州)
49°57′17″N 23°45′25″E / 49.95472°N 23.75694°E
斯塔夫基（羅馬化：Stavky）是烏克蘭的村落，位於該國西部利沃夫州，由亞沃里夫區負責管轄，面積1.5平方公里，海拔高度305米，2001年人口211，人口密度每平方公里140.67人。